# (2770) Tsvet
(2770) Tsvet (1977 SM1; 1966 DN; 1974 WN; 1976 KS; 1977 TL4; 1977 UU1; 1979 HM1; 1980 TB10; 1982 DZ2; 1982 HR2) ist ein ungefähr sieben Kilometer großer Asteroid des inneren Hauptgürtels, der am 19. September 1977 vom russischen (damals: Sowjetunion) Astronomen Nikolai Stepanowitsch Tschernych am Krim-Observatorium (Zweigstelle Nautschnyj) auf der Halbinsel Krim (IAU-Code 095) entdeckt wurde.

## Benennung
(2770) Tsvet wurde nach dem Botaniker und der Erfinder der Chromatographie Michail Zwet (1872–1919) aus dem Russischen Kaiserreich, der Provisorischen Regierung und der Russischen Sozialistischen Föderativen Sowjetrepublik benannt.